# 8 ianuarie
ianuarie • februarie • martie  • aprilie  • mai  • iunie  • iulie  • august  • septembrie  • octombrie  • noiembrie  • decembrie
8 ianuarie este a opta zi a calendarului gregorian. Mai sunt 357 de zile până la sfârșitul anului (358 de zile în anii bisecți).

## Evenimente

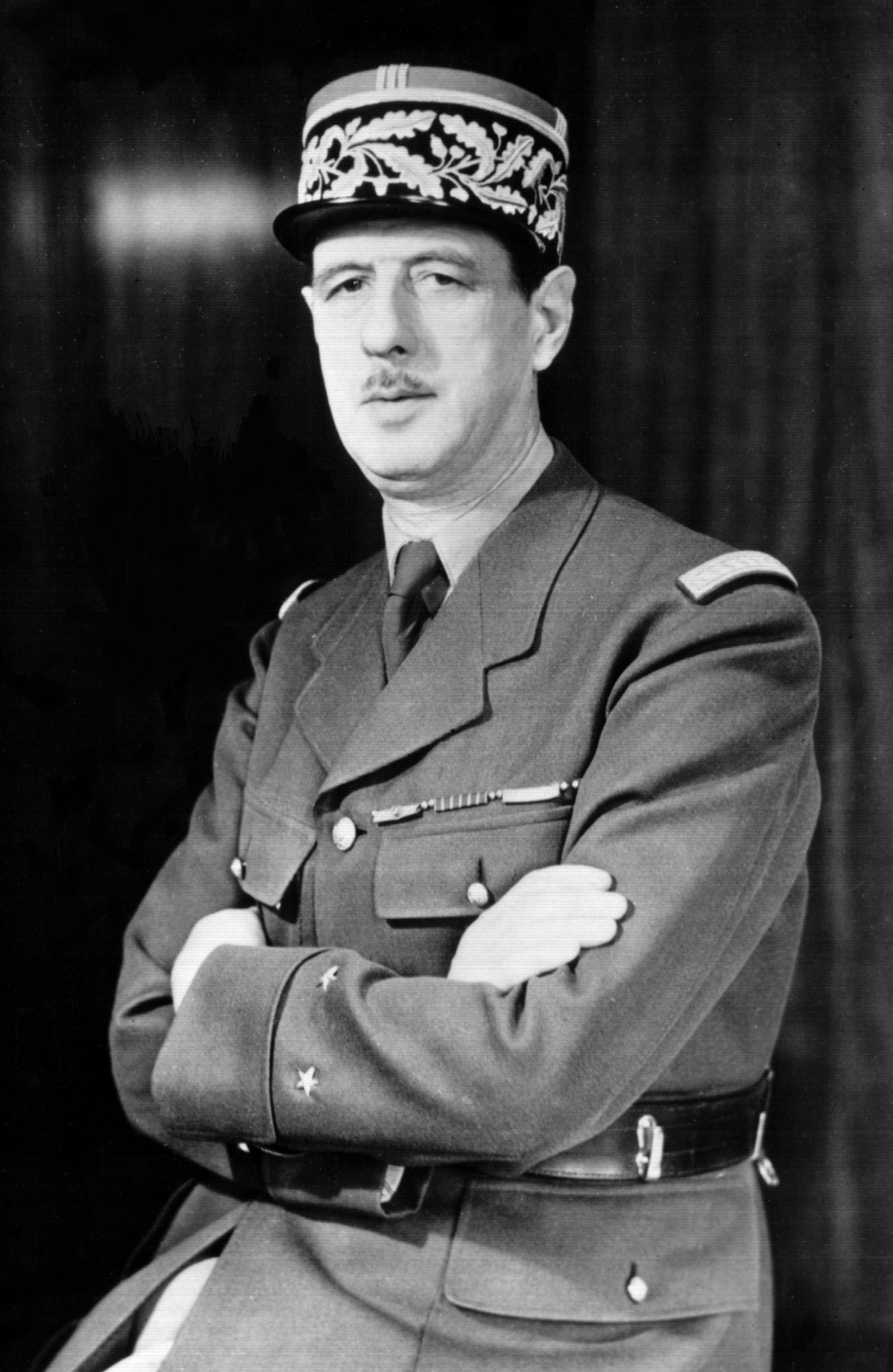
1959: Charles de Gaulle este proclamat primul președinte al celei de-a cincea Republici Franceze.

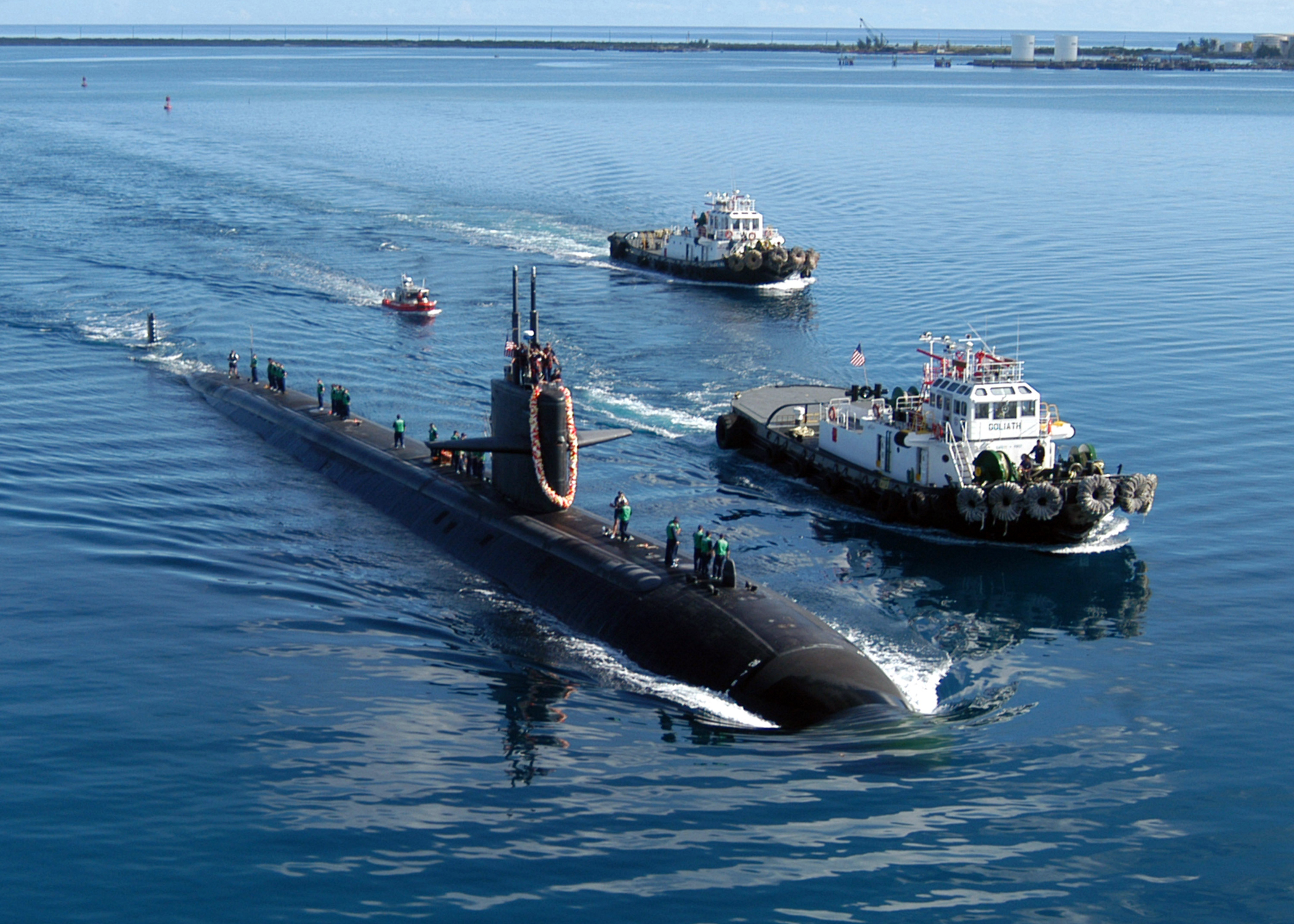
2005: Submarinul nuclear USS San Francisco se ciocnește cu viteză maximă de un munte submarin la sud de Guam. Un bărbat este ucis, dar subteranul iese la suprafață și este reparat.

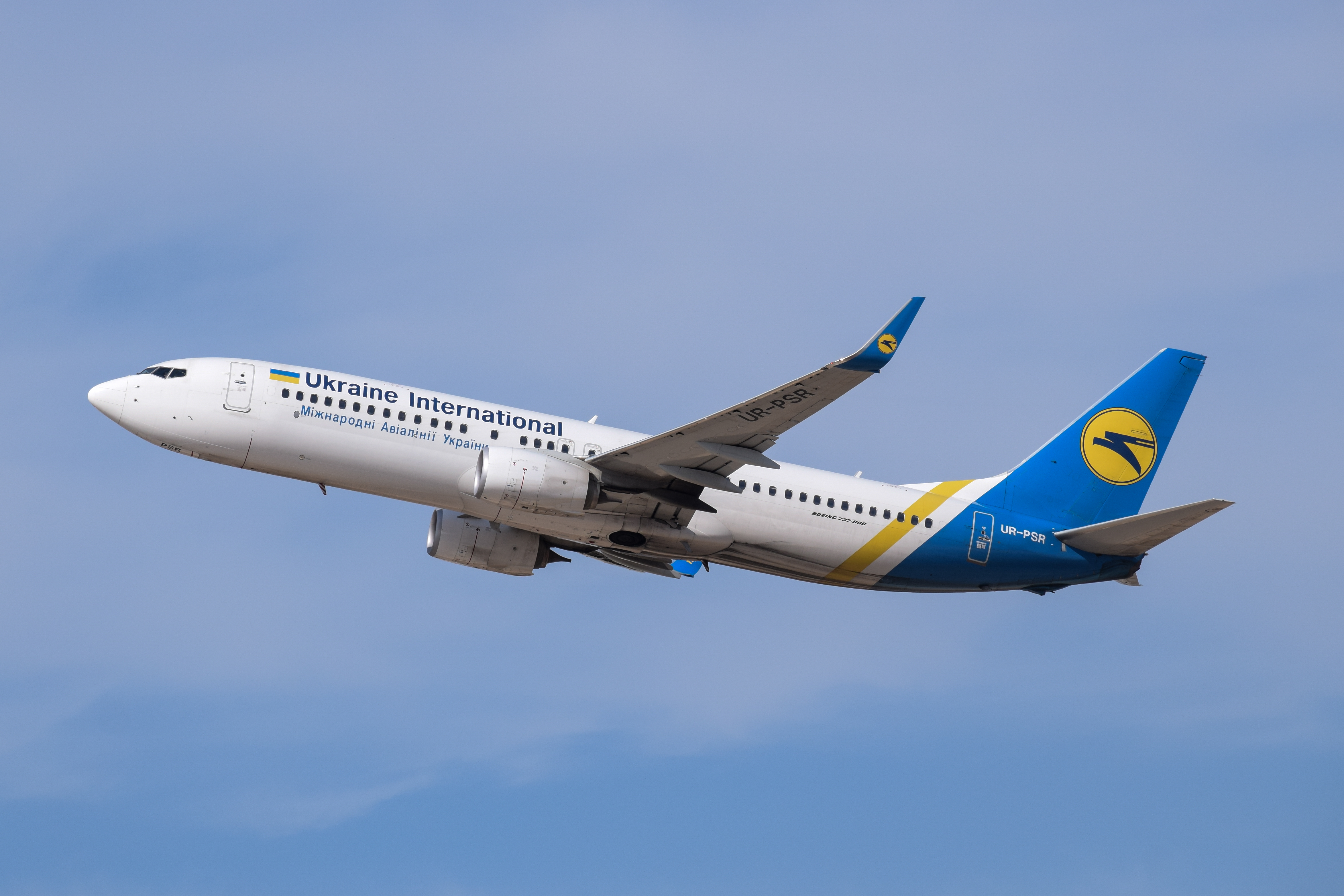
2020: Zborul Ukraine International Airlines 752 se prăbușește imediat după decolare pe Aeroportul Internațional Imam Khomeini din Teheran; toți cei 176 de la bord sunt uciși. Avionul a fost doborât de o rachetă antiaeriană iraniană.

- 1198: Papa Inocențiu al III-lea își începe pontificatul.
- 1297: François Grimaldi, deghizat în călugăr franciscan, își conduce oamenii să captureze fortăreața care protejează Stânca Monaco, stabilindu-și familia drept conducătorii Monaco.[1]El a deținut cetatea de Monaco timp de patru ani înainte de a fi alungat de către genovezi.
- 1392: Prima mențiune documentară a funcției de "stolnic" și de "paharnic" în Țara Românească. În Moldova ele apar atestate la 18 noiembrie 1393.
- 1499: Ludovic al XII-lea al Franței se căsătorește cu Ana de Bretania, în conformitate cu o lege stabilită de predecesorul său, Carol al VIII-lea.[2]
- 1835: Președintele american Andrew Jackson anunță o cină de sărbătoare după ce a redus pentru singura dată datoria națională a Statelor Unite la zero.[3]
- 1849: Are loc masacrul de la Aiud, în care revoluționarii români au ucis peste 600 de civili maghiari.
- 1864: Este deschisă școala preparandală din Iași, sub conducerea lui Titu Maiorescu. Printre cursanții înscriși în anul întâi se află și Ion Creangă.
- 1889: Herman Hollerith patentează prima mașină de calculat.
- 1892: Are loc la Sibiu conferința extraordinară a Partidului Național Român, care decide elaborarea unui Memorandum către împăratul Franz Joseph I, cuprinzând toate revendicările românilor ardeleni.
- 1912: În Africa de Sud a fost constituit Cogresul Național African (ANC).
- 1926: Prințul moștenitor Nguyễn Phúc Vĩnh Thuỵ este încoronat rege al Vietnamului, ultimul monarh al țării.[4]
- 1936: Decretul Kashf-e hijab este imediat pus în aplicare de către Reza Shah, șeful statului iranian, interzicând purtarea vălurilor islamice în public.[5]
- 1944: Procesul de la Verona, în care au fost judecați 18 membri ai Marelui Consiliu Fascist Italian (o parte dintre acestia au fost executați ulterior, la 12 ianuarie)
- 1958: Americanul Bobby Fischer a câștigat primul lui campionat național de șah, la vârsta de 14 ani.
- 1959: Charles de Gaulle este proclamat primul președinte al celei de-a cincea Republici Franceze.[6]
- 1961: Referendum la care poporul francez a răspuns printr-un "Da" masiv la problema privind autodeterminarea Algeriei.
- 1964: Președintele Lyndon B. Johnson declară „Războiul sărăciei” în Statele Unite.[7]
- 1971: Primul festival internațional al filmului de la Belgrad (FEST), sub deviza "Această minunată lume nouă".
- 1973: Este lansată misiunea spațială sovietică Luna 21.[8]
- 1973: Scandalul Watergate: începe procesul a șapte bărbați acuzați de intrare ilegală în sediul Partidului Democrat de la Watergate.[9]
- 1977: Trei bombe explodează la Moscova, Uniunea Sovietică, în 37 de minute, ucigând șapte oameni. Atentatele sunt atribuite unui grup separatist armean.[10]
- 1990: Tribunalul Municipiului București autorizează funcționarea primului partid politic din România post-comunistă, PNȚCD, continuator al partidului istoric interzis în 1947.
- 1992: Stabilirea de relații diplomatice între România și Federația Rusă.
- 1994: Cosmonautul rus Valeri Poliakov pe Soyuz TM-18 pleacă spre Mir. El va rămâne pe stația spațială până la 22 martie 1995, pentru un record de 437 de zile în spațiu.[11]
- 1996: Un avion cargo Antonov An-32 se prăbușește într-o piață aglomerată din Kinshasa, Zair, ucigând până la 223 de persoane la sol; doi din șase membri ai echipajului sunt de asemenea uciși.[12]
- 2003: Zborul Turkish Airlines 634 se prăbușește lângă aeroportul Diyarbakır, Turcia, ucigând întregul echipaj și 70 din cei 75 de pasageri.[13]
- 2003: Zborul Air Midwest 5481 se prăbușește pe aeroportul Charlotte-Douglas, în Charlotte, Carolina de Nord, ucigând toate cele 21 de persoane de la bord.[14]
- 2005: Submarinul nuclear USS San Francisco se ciocnește cu viteză maximă de un munte submarin la sud de Guam. Un bărbat este ucis, dar submarinul iese la suprafață și este reparat.[15]
- 2016: Joaquín Guzmán (El Chapo), considerat cel mai puternic traficant de droguri din lume, este recapturat după evadarea sa dintr-o închisoare de maximă securitate din Mexic.[16]
- 2016: Zborul 294 West Air Sweden se prăbușește în apropierea lacului de acumulare suedez Akkajaure; ambii piloți, singurii oameni de la bord, sunt uciși.[17]
- 2020: Zborul Ukraine International Airlines 752 se prăbușește imediat după decolare pe Aeroportul Internațional Imam Khomeini din Teheran; toți cei 176 de la bord sunt uciși. Avionul a fost doborât de o rachetă antiaeriană iraniană.[18]
- 2023: Pandemia de COVID-19: China își redeschide granițele pentru vizitatorii internaționali, marcând sfârșitul restricțiilor de călătorie care au început în martie 2020.[19][20]

## Nașteri
- 1601: Baltasar Gracián, scriitor spaniol (d. 1658)
- 1640: Elisabeta Dorothea de Saxa-Gotha-Altenburg (d. 1709)
- 1788: Pavel Kiseleff, general rus, guvernator al Principatelor Române (d. 1872)
- 1821: James Longstreet, general al Confederației americane (d. 1904)
- 1823: Alfred Russel Wallace, naturalist și biolog britanic (d. 1913)

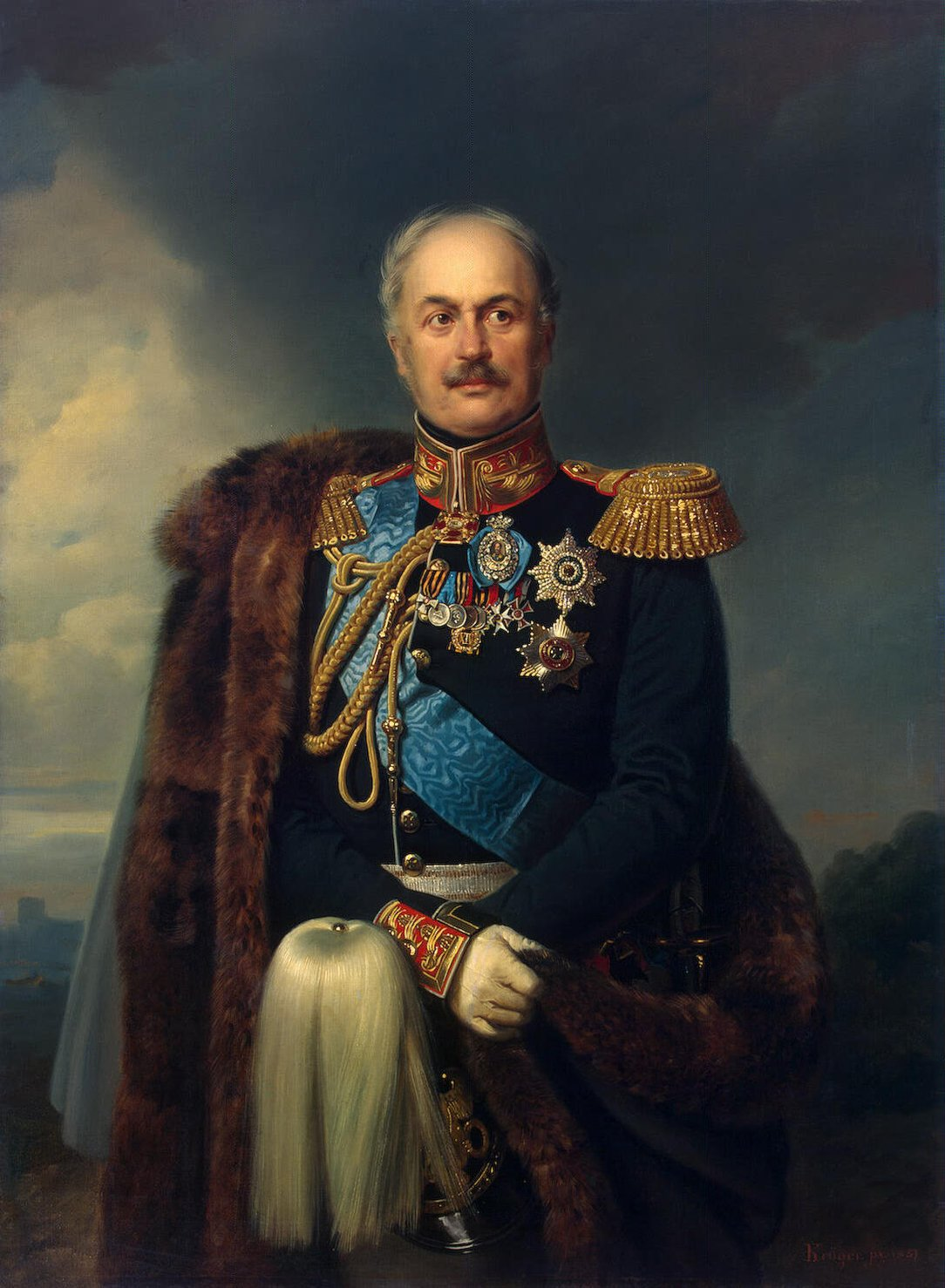
Pavel Kiseleff, general rus, guvernator al Principatelor Române
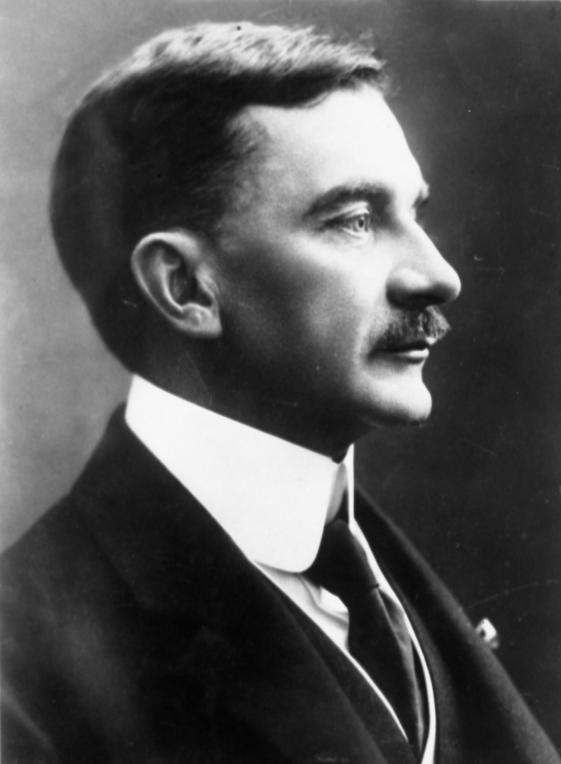
Iuliu Maniu, politician român, prim-ministru al României
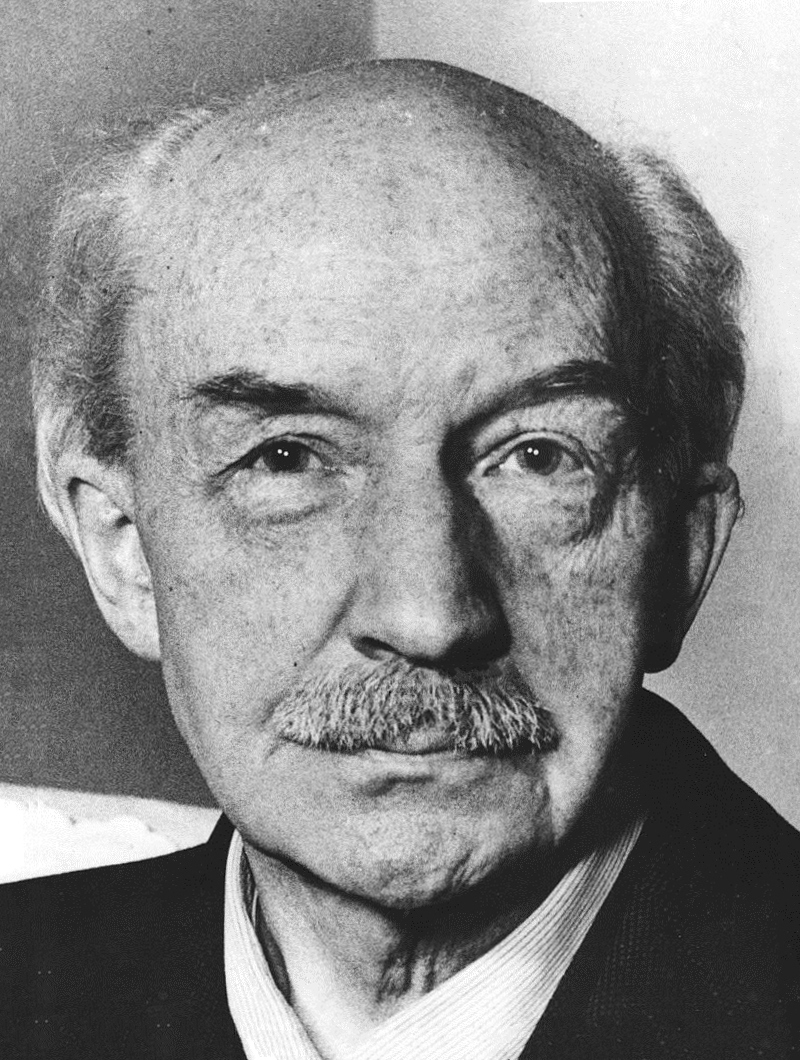
Walther Bothe, fizician german, laureat Nobel

- 1824: Wilkie Collins, romancier britanic (d. 1889)
- 1836: Lawrence Alma-Tadema, artist olandez (d. 1912)
- 1860: François Guiguet, pictor francez (d. 1937)
- 1867: Emily Greene Balch, scriitor și pacifist american, deținător al Premiului Nobel (d. 1961)
- 1870: Miguel Primo de Rivera, dictator al Spaniei (d. 1930)
- 1873: Iuliu Maniu, politician român, prim-ministru al României (1928-1933, cu intermitențe) și președintele Partidului Național-Țărănesc (1926-1933, 1937-1947), (d. 1953)
- 1882: David Brown Milne, pictor, tipograf și scriitor canadian (d. 1953)
- 1891: Walther Bothe, fizician german, laureat al Premiului Nobel, în 1954, împreună cu Max Born (d. 1957)
- 1898: Alexandru Săvulescu, jucător și antrenor român de fotbal (d. 1961)
- 1910: Galina Ulanova, balerină rusă (d. 1998)
- 1912: José Ferrer, actor puerto rican (d. 1992)
- 1926: Kerwin Mathews, actor american (d. 2007)
- 1928: Manole Marcus, regizor român de film (d. 1994)
- 1935: Elvis Presley, cântăreț și chitarist american, supranumit "regele rock-ului" (d. 1977)
- 1937: Shirley Bassey, cântăreață galeză de jazz
- 1941: Graham Chapman, comedian britanic (d. 1989)
- 1942: Junichiro Koizumi, politician japonez
- 1942: Stephen Hawking, matematician și fizician britanic (d. 2018)

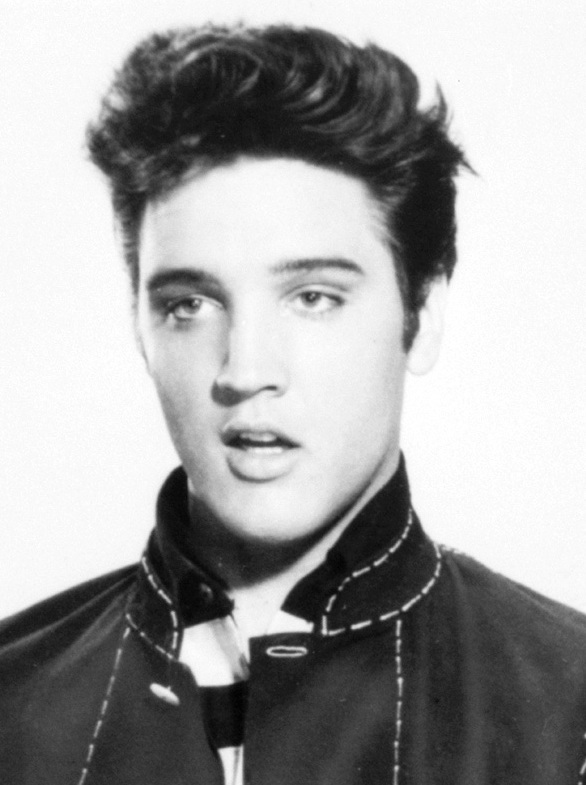
Elvis Presley, cântăreț american, supranumit "regele rock-ului"
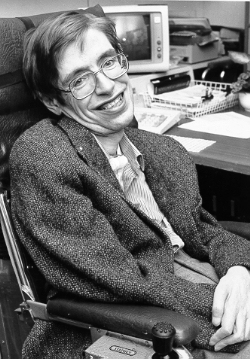
Stephen Hawking, matematician și fizician britanic

- 1944: Terry Brooks, scriitor american
- 1946: Robby Krieger, muzician american (The Doors)
- 1947: David Bowie, muzician și actor englez (d. 2016)
- 1954: Lucian Vasiliu, scriitor român
- 1966: Andrew Wood, muzician american (d. 1990)
- 1967: Michelle Forbes, actriță americană
- 1969: R. Kelly, cântăreț american
- 1972: Giuseppe Favalli, fotbalist italian
- 1977: Manuela Arcuri, actriță italiană
- 1977: Amber Benson, actriță americană
- 1978: Marco Fu, jucător de snooker din Hong Kong
- 1979: Adrian Mutu, fotbalist român
- 1984: Kim Jong-un, politician nord-coreean, lider suprem, dictator

## Decese
- 0482: Sfântul Severin
- 1198: Celestin al III-lea, papă (n. ca. 1106)
- 1324: Marco Polo, explorator italian (n. 1254)
- 1337: Giotto di Bondone, artist italian (n. 1267)
- 1642: Galileo Galilei, astronom și fizician italian (n. 1564)
- 1713: Arcangelo Corelli, compozitor italian (n. 1653)
- 1896: Paul Verlaine, poet francez (n. 1844)
- 1919: Joaquín Agrasot, pictor spaniol (n. 1836)
- 1919: Stan Poetaș, general român de armată (n. 1870)

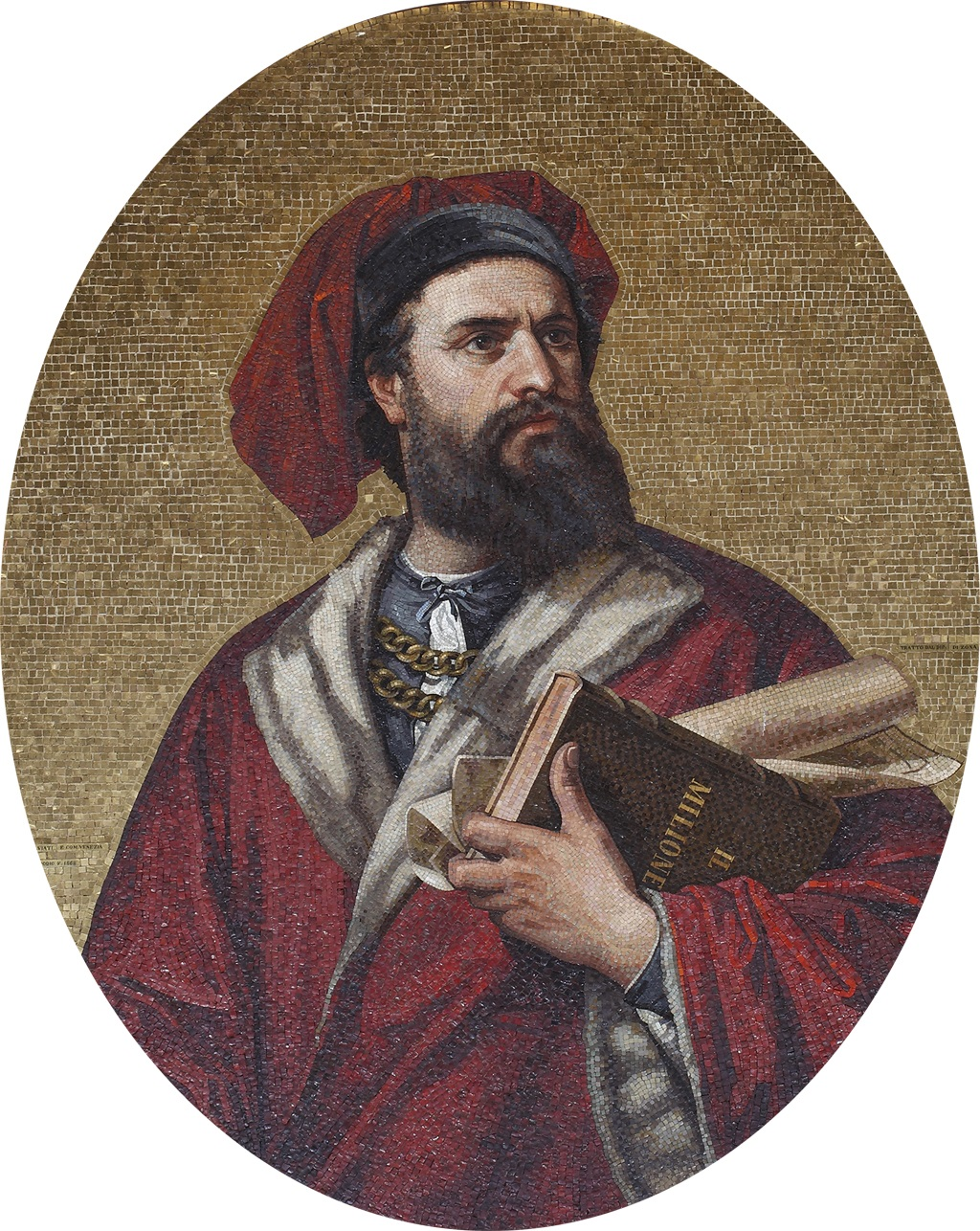
Marco Polo, explorator italian
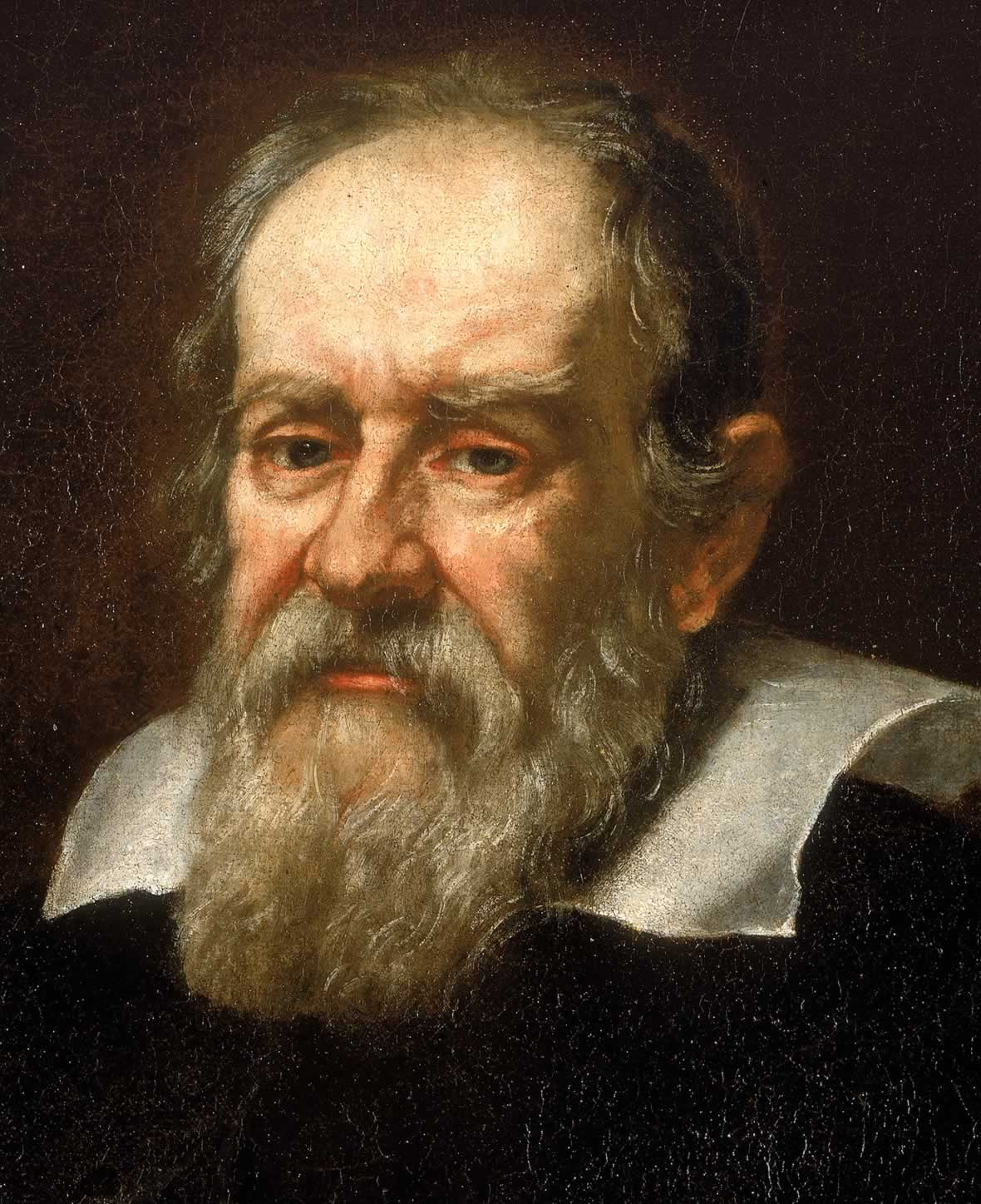
Galileo Galilei, astronom și fizician italian
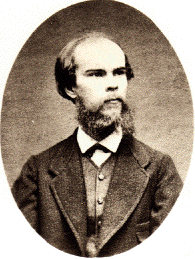
Paul Verlaine, poet francez

- 1928: Dumitru Kiriac-Georgescu, compozitor, profesor, dirijor de cor și folclorist român (n. 1866)
- 1941: Robert Baden-Powell, soldat englez, scriitor, fondator al cercetășiei (n. 1857)
- 1941: Viktor Dankl, feldmareșal austriac (n. 1854)
- 1942: Joseph Franklin Rutherford, editor religios american (n. 1869)
- 1950: Joseph Schumpeter, economist austriac (n. 1883)
- 1964: Zbigniew Cybulski, actor polonez (n. 1927)
- 1972: Iosif Bertok, operator și regizor de film, operator de front în armata austro-ungară în anii primului război mondial
- 1975: Richard Tucker, tenor american (n. 1913)
- 1976: Zhou Enlai, politician chinez (n. 1898)
- 1996: François Mitterrand, politician francez (n. 1916)
- 1997: Melvin Calvin, chimist american, laureat al Premiului Nobel (n. 1911)
- 1998: Alexandru Elian, savant și dascăl de teologie român (n. 1910)
- 2002: Alexander Prochorow, fizician rus, laureat al Premiului Nobel (n. 1916)
- 2006: Prințul George William de Hanovra (n. 1915)
- 2021: Iancu Țucărman, inginer agronom român de etnie evreiască (n. 1922)
- 2022: Attila B. L. Kelemen, politician român de etnie maghiară (n. 1948)

## Sărbători
- Cuv. Gheorghe Hozevitul; Cuv. Emilian Marturisitorul; Cuv. Domnica; Mucenicul Isachie de la Optina; (calendar creștin-ortodox)
- Sf. Gheorghe din Hozeba, Sf. Domnica (calendar greco-catolic)
- Sf. Severin de Noricum, abate (calendar romano-catolic)